# ジフェニジン
ジフェニジン（1-(1,2-ジフェニルエチル)ピペリジン、1,2-DEP、DPD、DND）は、デザイナードラッグとして流布している解離性麻酔薬である。

ジフェニジンの合成は1924年に初めて報告された。その合成法では、後にフェンサイクリジンの合成に使用されるBruylants型反応を採用していた。
2013年に英国でフェンサイクリジンに代表されるアリールシクロヘキシルアミン類が禁止された直後、ジフェニジンの類縁体であるメトキシジフェニジンがグレーマーケットで入手可能となった。
事例報告では、ジフェニジンを大量服用すると「奇妙な体性感覚現象と一過性の前向性健忘」を引き起こすとされている。
ジフェニジンおよびジアリールエチルアミン類はNMDA受容体の拮抗薬であり、神経毒による傷害の治療法としてin vitroで研究されている。

犬に対する投与では、ジフェニジンはリン酸コデインよりも鎮咳効果が高いことが確認されている。

## NMDA受容体への親和性
電気生理学的分析によりNMDAを介した興奮性シナプス後電位（fEPSP）の振幅がジフェニジンによって減少することが観測されており、ケタミンよりもジフェニジンは拮抗作用の開始が遅いことが判明している。

ジフェニジンには2種類のエナンチオマーが存在し、S体はR体に比べてNMDA受容体への親和性が40倍高い。
 2013年にジフェニジンが導入されて以来、薬品供給元はこの薬が「ドーパミン輸送に作用する」としていたが、ドーパミン輸送体に対するジフェニジンの作用に関するデータは2016年まで発表されていなかった。
 DiphenidineはNMDA受容体に対して最も高い親和性を示すが、σ1受容体、 σ2受容体、ドーパミン輸送体に対しても数十μmol/Lレベルで親和性を示すことが知られている。

## 危険ドラッグとして流通
2014年以降、日本においてジフェニジンが合成カンナビノイドや覚醒剤とともに危険ドラッグ（合成大麻）の製造に使用されて流通しているという報告が相次いでいる。 

最初の報告では、「フレグランスパウダー」と呼ばれるジフェニジンとベンジルピペラジンを含有する危険ドラッグであった。

例えば、「Aladdin Spacial〔ママ〕」という名前で販売されていた危険ドラッグではジフェニジンと5F-AB-PINACAがそれぞれ289 mg/g、55.5 mg/g含まれていた。

また、「スーパーレモン」と称する危険ドラッグには重篤な中毒症状に至る量のAB-CHMINACAや5F-AMB、ジフェニジンが含まれていた。

そして「バスソルト」や「液体アロマ」と称して流通していた危険ドラッグでは、3種類のカチノン置換体、3種のベンゾジアゼピン類がアルコールに添加されて使用されていた。

## 法規制
カナダでは、MT-45とその類縁体がスケジュールIの規制物質に指定されている。 違法に所持した場合、最大7年の懲役が課される可能性がある。さらに、カナダ保健省は2016年5月に食品医薬品法を改正し、DNDを規制薬物として分類した。これにより、法執行機関、大臣の許可を得た機関もしくは個人のみが薬を所持できることとなった。

日本では、麻薬及び向精神薬取締法に規定されている「麻薬、麻薬原料植物、向精神薬及び麻薬向精神薬原料を指定する政令」が改正され、2021年10月より指定薬物から削除され、麻薬として指定された。これにより、麻薬取扱者等の許可を有しない者の取扱いは禁止された。